# Semnornithidae
Semnornithidae zijn een vogelfamilie uit de orde van Spechtvogels. De familie kent 1 geslacht en 2 soorten.

## Taxonomie
- Geslacht Semnornis
  - Semnornis frantzii – Tandsnavelbaardvogel
  - Semnornis ramphastinus – Toekanbaardvogel

Glansvogels · Baardkoekoeken · Capitonidae · Lybiidae · Megalaimidae · Honingspeurders · Semnornithidae · Toekans · Spechten